# Tikei
Tikei també coneguda com Manu, Tikai i Tiku és una illa del grup de les Tuamotu a la Polinèsia Francesa. Tikei no és un atol típic de Tuamotu, sinó una illa separada. L'illa té 3,9 quilòmetres de llarg, 1,6 quilòmetres d'amplada i té una superfície terrestre de 4 quilòmetres quadrats. La seva elevació més alta és de 3 metres (9,8 peus) sobre el nivell del mar. Administrativament depèn de la comuna de Takaroa. Forma part del grup d'illes del Rei Jordi. Està situada al nord de l'arxipèlag, a 67 km al sud-est de Takaroa.

## Geografia
L'illa és un antic atol amb l'antiga llacuna interior quasi seca i plena de vegetació. És deshabitada, sense infraestructures. És visitada periòdicament pels habitants dels atols veïns que venen a pescar o a buscar crancs de cocoter.

## Història
El primer europeu que va veure (però no trepitjar) Tikei va ser el mariner i explorador holandès Jakob Roggeveen. Els seus vaixells Arend (capità Jan Koster), Thienhoven (capità Cornelis Bouman) i Africaansche Galey (capità Roelof Rosendaal) van arribar a una illa plana i baixa a les 10 del matí del 18 de maig de 1722, que Roggeveen va suposar que era "Honden Eylandt". Puka), que Willem Cornelisz Schouten i Jacob Le Maire havien visitat més de cent anys abans. Ell descriu l'illa com "espessa d'arbres, que presenta una visió molt agradable, coberta per dins d'aigua salada". El 1816 va ser redescoberta pel rus Otto von Kotzebue, que la va anomenar Romanzoff, nom del patrocinador de l'expedició. Aquest va tornar a l'atol el 8 de març de 1824.